# Guido Mentasti
Guido Mentasti (Genua, 1897 - Brescia, 6 april 1925) was een Italiaanse motorcoureur. 
Mentasti won in 1923 de "Raid Nord-Sud" van Milaan naar Napels met een 500 cc Frera. In hetzelfde jaar werd hij de eerste fabrieksrijder van het jonge merk Moto Guzzi. Bij zijn debuut voor Guzzi won hij met een Moto Guzzi C2V de tweede Giro Motociclistico d'Italia, een lange afstandsrace in vijf etappes over 2.500 kilometer.

## Europees Kampioen
In 1924 vond de Fédération Internationale des Clubs Motocyclistes het hoognodig dat er een belangrijke wedstrijd zou komen met kansen voor andere rijders dan alleen de Britten, die gewoonlijk overheersten in de belangrijkste wedstrijd van dat moment, de Isle of Man TT, waar coureurs van het vasteland vrij kansloos waren. De nationale bonden vonden dat de Europese titel moest toekomen aan degene met de meeste punten van alle GP's, maar de FICM besloot een eendagswedstrijd buiten Groot-Brittannië te organiseren. Het eerste Europese kampioenschap werd zodoende in 1924 in Monza verreden tijdens de 3e Grand Prix des Nations en de 500 cc klasse werd gewonnen door Guido Mentasti met een Moto Guzzi C4V. Voor Alec Bennett was dat een beetje zuur, want hij had met zijn Norton het hele seizoen gedomineerd. Mentasti's land- en merkgenoot Erminio Visioli werd tweede.

## Overlijden
Op zondag 5 april 1925 nam Mentasti deel aan een wedstrijd om het Italiaans Kampioenschap in Brescia. Hij had tijdens die race de snelste ronde gereden, maar door een kapotte voorband moest hij ongeveer 10 kilometer terug naar de pit rijden, waardoor Pietro Ghersi met een Sunbeam de wedstrijd kon winnen. Waarschijnlijk had de grote afstand met een lekke band de velg zodanig beschadigd, dat gemakkelijk opnieuw bandenpech kon ontstaan. Mentasti reed de volgende dag (6 april) met dezelfde motorfiets naar Milaan. Dat was indertijd gebruikelijk; de meeste races in Italië waren lange-afstandsraces met min of meer normale motorfietsen, die ook in het dagelijks verkeer gebruikt werden. Door opnieuw een kapotte voorband viel hij en hij werd een aantal meters door de lucht geworpen. Hij liep ernstig hoofdletsel op en stierf ter plaatse.
Op de plaats van het ongeval, Via Valcamonica in Brescia, herinnert een gedenksteen aan Guido Mentasti.